# Rosendala gård
Rosendala gård var en herrgård i nuvarande Huskvarna. Dess ägor sträckte sin från nuvarande Esplanaden norrut till Vättern. 
Gården anlades som biskopsgård inom Linköpings stift under 1200-talet eller under tidigt 1300-tal som Humblarums gård. Kungen Albrekt av Mecklenburg lät 1364 uppföra Rumlaborg vid Huskvarnaån och bytte då till sig Humblarums gård. Under inflytande av tyska fogdar på gården ändrades namnet till Rosendahl. Gustav Vasa såg gården som sin personliga egendom och bedrev där storskaligt jordbruk. Rosendala ägdes senare av olika privata ägare, varav den senaste, från 1877, var Magnus Söderberg.
År 1853 anlades lastningsplatsen Rosendala brygga i Vättern på Rosendalas mark vid Huskvarnaåns utlopp, med magasin och vågbrytare.
När Södra stambanan mellan Nässjö och Falköping byggdes på 1950-talet drogs den förbi Huskvarna en bit sydväst om det dåvarande samhället och Husqvarna Vapenfabrik. Bolagets disponent Wilhelm Tham var då en av grundarna av den smalspåriga Jönköping–Gripenbergs Järnväg, vars första sträckning var från Öster i Jönköping till Huskvarna Östra station, som låg vid Norra porten till Huskvarna Vapenfabrik. Järnvägen gick över Rosendalas ägor, och huvudstationen i Huskvarna, Rosendala station, förlades till Vätternstranden vid Rosendala lastbrygga.
Järnvägssträckan från Rosendala till stationen Huskvarna Stad kom till senare. Den byggdes 1923, främst för att hålla emot konkurrensen från busstrafiken som kom starkt under det tidiga 1920-talet. Från Rosendala station gick spåret i en vid sväng in mot Huskvarna centrum över de tidigare ägorna till Rosendala och följde nuvarande Drottninggatan fram till Unionshuset vid Esplanaden.
Rosendala gårds mark inköptes 1908 av den nyblivna Husqvarna köping för en expansion av bebyggelsen i fabrikssamhället kring Husqvarna Vapenfabrik. Köpingen fastställde 1907 den första stadsplanen för Huskvarna, som hade upprättades av ingenjören Axel Sahlén.
Manbyggnaden uppfördes 1774 och har bevarats och används som hotell. De två flyglarna används som förskola. 
Norr om gården låg Rosendalagölen, omgiven av en mad. Från 1921 och ett tiotal år framåt fylldes gölen och sumpmarken upp under perioder med nödhjälpsarbeten. Därefter bebyggdes det som ett industriområde, bland annat 1944 av Husqvarna Borstfabrik. År 2019 antog Jönköpings kommun Fördjupad översiktsplan för Rosendala (Maden), Huskvarna,
med syftet att inom en tioårsperiod omvandla området till ett bostadsområde.